# Список керівників Києво-Могилянської академії
Список керівників Києво-Могилянської академії:

## Київська братська школа
- Іов Борецький (1615—1619)
- Мелетій Смотрицький (1619—1620)
- Касіян Сакович (1620—1624)
- Спиридон Соболь (1626—1628)
- Хома Євлевич (1628—1632)
- Тарасій Земка (1632)

## Київський колеґіум
- Ісайя Трофимович-Козловський (1632—1638)
- Софроній Почаський (1638—1640)
- Леонтій Бронкевич (1640)
- Ігнатій Оксенович-Старушич (1640—1642)
- Йосиф Кононович-Горбацький (1642—1645)
- Інокентій Ґізель (1645—1650)

## Києво-Могилянська академія
- Лазар Баранович (1650—1657)
- Йосиф Мещерин (1657)
- Йоаникій Ґалятовський (1660—1662)
- Мелетій Дзик (до 1665)
- Варлаам Ясинський (1665—1673)
- Сильвестр Головчич (1672—1684)
- Єзекіїль Филипович (1684—1685)
- Феодосій Гугуревич (1685—1688)
- Йоасаф Кроковський (1689—1690)
- Пахомій Подлузький (1690—1691)
- Кирило Филимонович (1691—1692)
- Йоасаф Кроковський (1693—1697)
- Прокопій Калачинський (1697—1701)
- Гедеон Одорський (1701—1704)
- Інокентій Поповський (1704—1707)
- Христофор Чарнуцький (1707—1710)
- Феофан Прокопович (1711—1716)
- Сильвестр Пиновський (1717—1722)
- Йосиф Волчанський (1722—1727)
- Іларіон Левицький (1727—1731)
- Амвросій Дубневич (1731—1735)
- Сильвестр Думницький (1737—1740)
- Сильвестр Кулябка (1740—1745)
- Сильвестр Ляскоронський (1746—1751)
- Юрій Кониський (1751—1755)
- Манасія Максимович (1755—1758)
- Давид Нащинський (1758—1761)
- Самуїл Миславський (1761—1768)
- Тарасій Вербицький (1768—1774)
- Никодим Панкратьєв (1774)
- Касіян Лехницький (1775—1784)
- Варлам Миславський (1784—1791)
- Ієроним Блонський (1791—1795)
- Феофілакт Слонецький (1795—1803)
- Іриней Фальковський (1803—1804)
- Йоакинф Логановський (1804—1813)
- Йоасаф Мохов (1814—1817)

## Київська духовна академія
- Мойсей Антипов-Богданов (1819—1823)
- Мелетій (Леонтович) (1824—1826)
- Кирило (Куницький) (1827—1828)
- Платон (Березин) (1828)
- Смарагд Крижанівський (1829—1830)
- Інокентій Борисов (1830—1839)
- Єремія Соловйов (1839—1841)
- Димитрій Муретов (1841—1850)
- Антоній Амфітеатров (1851—1858)
- Ізраїль Лукін (1858—1859)
- Іоанікій Руднев (1859—1860)
- Філарет Філаретов (1860—1877)
- Михайло Лузин (1877—1883)
- Сильвестр Малеванський (1883—1898)
- Дмитро Ковальницький (1898—1902)
- Платон Рождественський (1902—1907)
- Феодосій Олтаржевський (1907—1910)
- Інокентій Ястребов (1910—1914)
- Василій Богдашевський (1914—1917)

## Національний університет «Києво-Могилянська академія»
- В'ячеслав Брюховецький (1992—2007)
- Сергій Квіт (2007—2014)
- Андрій Мелешевич (2014—2019)
- Сергій Квіт (2022)